# 澤近泰輔
澤近 泰輔（さわちか たいすけ、1958年6月21日 - ）は、日本のキーボーディスト、編曲家、作曲家。大阪府大阪市出身。

## 来歴
1980年代初頭より音楽家としての活動を開始。
1985年、深浦昭彦とともにNSPのサポートメンバーとして加入。1986年にNSPの正式メンバーとなる。同年7月発売のアルバム『APOCALYPSE』では編曲に加え、一部楽曲で作詞、作曲、歌唱も担当した。
1987年、NSPは活動停止となり、同年秋からチャゲ&飛鳥（現：CHAGE and ASKA）のバックバンド『BLACK EYES』のキーボーディストとしてツアーに参加、楽曲制作にも携わる。以降、様々なアーティストの楽曲を編曲するようになる。
1990年、CHAGE and ASKAのデビュー10周年記念アルバム『PRIDE』のタイトル曲「PRIDE」を編曲。同アルバムはオリコン1位を記録する。ASKAソロの編曲も手掛け、1991年に編曲した「はじまりはいつも雨」はロングヒットの末、ミリオンセラーとなり、大ブームを巻き起こす。1994年に編曲したCHAGE and ASKAの「On Your Mark」は、シングルの売上がミリオンセラーを記録し、スタジオジブリ制作のPVは短編アニメーション映画として劇場でも上演される。同年に編曲した「めぐり逢い」もミリオンセラーとなる。
1992年頃から映画やテレビドラマの音楽にも携わる。1992年公開の映画『エンジェル 僕の歌は君の歌』や、1993年放映のテレビドラマ『振り返れば奴がいる』、1996年公開の映画『爆走! ムーンエンジェル -北へ』の音楽を担当。
1994年、工藤静香のヒット曲「Blue Rose」を編曲。1998年には「きらら」を編曲。
2002年、編曲に携わったキンモクセイの「二人のアカボシ」が大ヒットを記録する。2008年には、キンモクセイ活動休止後の佐々木良と音楽ユニット『ササチカ』を結成して活動を開始。
2005年からASKAソロ活動のバンドマスターを務めるようになり、「UNI-VERSE」や「FUKUOKA」などの編曲を行う。
2008年、ASKAのシンフォニックコンサート『ASKA SYMPHONIC CONCERT TOUR 2008 "SCENE"』でピアノ演奏を務める。以降、倉木麻衣や絢香など、他のアーティストが開催するシンフォニックコンサートにも参加するようになる。
2015年から「僕らのポプコンエイジ」音楽監督。
2018年、町田市市制60周年記念で、自身の還暦記念ライブ『澤近泰輔60祭』を開催。好評により毎年続けられる。
2018年頃からグッチ裕三とグッチーズにも加入。「エルトン・ジョン万次郎」の名前でキーボーディストとして活動するとともに、グッチ裕三への楽曲提供も行っている。
2019年から、宇海のプロデュースを開始。音楽ユニット『近海-KINKAI-』としても活動開始。
2021年、還暦記念ライブ4回目にASKAとKANがシークレットゲストで出演。6回目の2023年には、『澤近泰輔65祭 The Chronicle』と題し、縁の深い4名のボーカリスト（ASKA、八神純子、佐々木良、宇海）を迎えて、町田市民ホールにて開催。
2024年、宇海と新ユニット「HOW MANY TIMES」を組み、ファーストアルバムをリリース。

## 人物
- 最高傑作として名高いCHAGE and ASKA「PRIDE」のイントロは、驚いたASKAから「こんなすごいの、どうやって作ったの？」と聞かれたところ「手癖みたいなもんですよ」と答え、ASKAをさらに驚かせている。
- 1990年代のCHAGE and ASKA、ASKAソロのヒット曲は、ほとんどを十川知司か澤近が編曲している。
- これまでに受けてきたオーディションは1回も落ちたことがないという。

## 主な作・編曲・プロデュースアーティスト
- 相曽晴日
- ASKA
- 岩男潤子
- 宇海
- 植村花菜
- 宇佐元恭一
- NSP
- 大本友子
- 織田裕二
- 木村大
- キンモクセイ
- グッチ裕三
- 工藤静香
- KOKIA
- 斉藤由貴
- 柴田淳
- 反町隆史
- CHAGE and ASKA
- 平原綾香
- 藤あや子
- 藤田恵美
- 松山千春
- 森川美穂
- 森公美子
- 八神純子
- 薬師丸ひろ子
- 柳ジョージ

## 作品
| 発表日         | タイトル       | 備考 |
| -------------- | -------------- | ---- |
| 2024年12月04日 | HOW MANY TIMES |      |

## 楽曲提供
※アーティスト名・発表日・タイトル順とする。
| アーティスト         | タイトル                               | 作詞                      | 作曲                             | 主な収録作品                                                       |
| -------------------- | -------------------------------------- | ------------------------- | -------------------------------- | ------------------------------------------------------------------ |
| 井森美幸             | SWEET HEARTBEAT                        | 澤近泰輔                  | 澤近泰輔                         | 井森美幸（1985年9月5日）                                           |
| 岩男潤子             | I'M GONNA MAKE IT                      | 森由里子                  | 澤近泰輔                         | appear（1999年11月17日）                                           |
| 岩男潤子             | おもちゃ                               | 谷山浩子                  | 澤近泰輔                         | appear（1999年11月17日）                                           |
| 岩男潤子             | FAIRLY GARDEN                          | 森由里子                  | 澤近泰輔                         | appear（1999年11月17日）                                           |
| 岩男潤子             | スカーレット                           | 高橋研                    | 澤近泰輔                         | スカーレット（2000年4月19日）                                      |
| 岩男潤子             | CANARY                                 | 五十嵐浩晃                | 澤近泰輔                         | ディープ・パープル（2000年10月18日）                               |
| 岩男潤子             | SEPTEMBER WIND                         | 松宮恭子                  | 澤近泰輔                         | CANARY（2000年12月6日）                                            |
| 岩男潤子             | ガラスの月                             | おおもと友子              | 澤近泰輔                         | voice（2014年7月23日）                                             |
| 岩男潤子             | 星のライオン                           | おおもと友子              | 澤近泰輔                         | voice（2014年7月23日）                                             |
| 岩崎良美             | CA M'ETONNE PAS 〜そんなのへっちゃら〜 | 岩崎良美                  | 澤近泰輔                         | 色彩の主人公（2011年11月2日）                                      |
| 宇海                 | GOEMON DE PASTA LUNCH                  | 澤近泰輔/宇海             | 澤近泰輔                         | Rebirth（2022年11月20日）                                          |
| 宇海                 | コーヒーカップ                         | 宇海                      | 澤近泰輔/宇海                    | Rebirth（2022年11月20日）                                          |
| 宇海                 | TSUBAME                                | 澤近泰輔/宇海             | 澤近泰輔                         | Rebirth（2022年11月20日）                                          |
| 宇海                 | 僕たちの大航海                         | 澤近泰輔                  | 澤近泰輔                         | Rebirth（2022年11月20日）                                          |
| 宇海                 | REBIRTH                                | 宇海                      | 澤近泰輔/宇海                    | Rebirth（2022年11月20日）                                          |
| 上間綾乃             | INTERLUDE-躍動                         |                           | 澤近泰輔/伊集タツヤ              | ニライカナイ（2013年9月4日）                                       |
| 上間綾乃             | OVERTURE-命、生まりとてぃ              | 上間綾乃                  | 澤近泰輔/伊集タツヤ              | ニライカナイ（2013年9月4日）                                       |
| sg WANNA BE+         | 僕は今も君のものだから                 | 石川あゆ子                | 澤近泰輔                         | RAINBOW（2009年3月11日）                                           |
| NSP                  | バブルJに捧ぐ                          | 天野滋                    | 澤近泰輔                         | 瞬（1983年5月21日）                                                |
| NSP                  | 永遠                                   | 天野音彦                  | 澤近泰輔                         | APOCALYPSE（1986年7月21日）                                        |
| NSP                  | 真夜中のラビリンス                     | 澤近泰輔                  | 天野音彦                         | APOCALYPSE（1986年7月21日）                                        |
| 川澄綾子             | LOVE ONE'S HOME                        | 小室みつ子                | 澤近泰輔                         | Dream it -あなたにめぐり会いたい-/Love One's Home（1998年9月23日） |
| 木村大               | さくらさくら                           |                           | 日本古謡 (編曲:澤近泰輔)         | ECHO（2016年1月27日）                                              |
| グッチ裕三           | きまっし加賀                           | 澤近泰輔                  | 澤近泰輔                         | 最後のプロポーズ／きまっし加賀（2018年10月24日）                   |
| グッチ裕三           | SNOWFLAKES～聖なる夜に                 | 澤近泰輔                  | 澤近泰輔                         | 星屑のMerry Christmas（2019年11月27日）                            |
| グッチ裕三           | 星屑のMERRY CHRISTMAS                  | 澤近泰輔                  | 澤近泰輔                         | 星屑のMerry Christmas（2019年11月27日）                            |
| グッチ裕三＆田川寿美 | アモーレ・ミーオ                       | グッチ裕三                | 澤近泰輔                         | 田川寿美全曲集 心化粧（2017年11月15日）                            |
| 工藤静香             | WISH                                   | 愛絵理                    | 澤近泰輔                         | 雪・月・花（1998年2月18日）                                        |
| 工藤静香             | さぎ草                                 | 愛絵理                    | 澤近泰輔                         | Purple（1995年8月2日）                                             |
| 小島裕樹             | TRY AGAIN                              | 原真弓/小島裕樹           | 小島裕樹                         | TRY AGAIN～未来への地図～（1995年4月28日）                         |
| 斉藤由貴             | MA MAMAN(私のお母さん)                 | 斉藤由貴                  | 澤近泰輔                         | 風の向こう（2007年1月24日）                                        |
| 斉藤由貴             | 永遠のひと                             | 大森祥子                  | 澤近泰輔                         | 何もかも変わるとしても（2011年2月14日）                            |
| 斉藤由貴             | KIZUNA                                 | 大森祥子                  | 澤近泰輔                         | KIZUNA（2011年6月15日）                                            |
| じゃんけんキッズ     | おやくにたちます深呼吸                 | 澤近泰輔                  | 神本宗幸                         | おやくにたちます深呼吸（1992年8月21日）                            |
| CHAGE and ASKA       | INVITATION FOR＂YIN＂                  |                           | 澤近泰輔                         | Yin&Yang（1994年8月25日）                                          |
| CHAGE and ASKA       | INVITATION FOR＂YANG＂                 |                           | 澤近泰輔                         | Yin&Yang（1994年8月25日）                                          |
| 中村貴之             | BAND GIRL                              | 澤近泰輔                  | 澤近泰輔                         | CLOSE YOUR EYES（2008年6月21日）                                   |
| 藤あや子             | 慕情                                   | 及川眠子                  | 澤近泰輔                         | 雪 深深～命ひとひら（1998年03月21日）                              |
| 藤田恵美             | DANNY BOY                              | Frederic Edward Weatherly | アイルランド民謡 (編曲:澤近泰輔) | camomile smile（2010年6月30日）                                    |
| 牧瀬里穂             | 心が眠る海                             | 吉元由美                  | 澤近泰輔                         | ささげたい、あなたに…（1992年5月8日）                              |
| 横山みゆき           | わがまま                               | 澤近泰輔                  | 澤近泰輔                         | 愛してごめんね・・・（1983年3月21日）                              |

## インストゥルメンタル作品
※映画・テレビドラマ音楽を記載。
| 公開年 | 提供作品                             | タイトル                         | 作曲     | サウンドトラック                                                                 |
| ------ | ------------------------------------ | -------------------------------- | -------- | -------------------------------------------------------------------------------- |
| 1992年 | 映画『エンジェル 僕の歌は君の歌』    | DACAPO                           | 澤近泰輔 | 『エンジェル/僕の歌は君の歌』（1992年11月6日）                                   |
| 1992年 | 映画『エンジェル 僕の歌は君の歌』    | DESTINY                          | 澤近泰輔 | 『エンジェル/僕の歌は君の歌』（1992年11月6日）                                   |
| 1992年 | 映画『エンジェル 僕の歌は君の歌』    | MILKY WAY                        | 澤近泰輔 | 『エンジェル/僕の歌は君の歌』（1992年11月6日）                                   |
| 1992年 | 映画『エンジェル 僕の歌は君の歌』    | MONOCHROME                       | 澤近泰輔 | 『エンジェル/僕の歌は君の歌』（1992年11月6日）                                   |
| 1992年 | 映画『エンジェル 僕の歌は君の歌』    | PRAYERS                          | 澤近泰輔 | 『エンジェル/僕の歌は君の歌』（1992年11月6日）                                   |
| 1992年 | 映画『エンジェル 僕の歌は君の歌』    | RUSH RUSH                        | 澤近泰輔 | 『エンジェル/僕の歌は君の歌』（1992年11月6日）                                   |
| 1993年 | テレビドラマ『振り返れば奴がいる』   | DOCTOR                           | 澤近泰輔 | 『YAH YAH YAH「振り返れば奴がいる」オリジナルサウンドトラック』（1993年3月10日） |
| 1993年 | テレビドラマ『振り返れば奴がいる』   | NURSE                            | 澤近泰輔 | 『YAH YAH YAH「振り返れば奴がいる」オリジナルサウンドトラック』（1993年3月10日） |
| 1996年 | 映画『爆走! ムーンエンジェル -北へ』 | 爆走! ムーンエンジェル -北へ-BGM | 澤近泰輔 |                                                                                  |

## ライブ
※主なライブのみ記載。
| 出演日             | イベント名                           | セットリスト | 備考 |
| ------------------ | ------------------------------------ | --- | --- |
| 2018年6月20日,21日 | 澤近泰輔60祭                         | | 会場：まほろ座 MACHIDA |
| 2019年6月21日      | 澤近泰輔61祭                         | | 会場：まほろ座 MACHIDA |
| 2020年6月21日      | 澤近泰輔62祭                         | | 会場：まほろ座 MACHIDA |
| 2021年6月20日      | 澤近泰輔63祭                         | | 会場：まほろ座 MACHIDA ASKAとKANがシークレットゲストで出演 |
| 2022年6月19日      | 澤近泰輔64祭                         | | 会場：まほろ座 MACHIDA |
| 2023年6月20日      | 澤近泰輔65祭 The Chronicle           | 1.NURSE、2.Breath of Bless、3.Time to Say Goodbye、4.恋一夜、5.信じる友へ、6.ファイト!、7.WINDY ROAD、8.夕景、9.昔の約束、10.サタデナイ、11.愛は勝つ、12.明日の風、13.TERRA -here we will stay、14.Love is alive、15.はじまりはいつも雨、16.PRIDE、17.僕たちの大航海 | ライブパンフレット 主催：まほろ座 MACHIDA、会場：町田市民ホール 出演：澤近泰輔、<ゲスト>ASKA/八神純子/佐々木良/宇海、<バンド＆ストリングス>関淳二郎(Gt)/恵美直也(Ba)/佐藤邦治(Dr)/谷口いづみストリングス |
| 2025年6月21日      | 澤近泰輔67祭 みんな楽しくWIN WIN WIN | | 会場：まほろ座 MACHIDA Sasatica（澤近泰輔×佐々木良） HOW MANY TIMES（澤近泰輔×宇海-UUMI-） |